# Bankim Chandra Chattopadhyay
Bankim Chandra Chattopadhyay (Bengaals: বঙ্কিম চন্দ্র চট্টোপাধ্যায়, Bôngkim Chôndro Chôţţopaddhae, door de Britten Chatterjee genoemd) (Naihati, 27 juni 1838 - 8 april 1894, Calcutta) was een Bengaals dichter, schrijver, essayist en journalist, voornamelijk bekend als auteur van Vande Mataram (ook wel Bande Mataram), een werk dat inspirerend werkte voor de vrijheidsstrijders van India, en dat later werd uitgeroepen tot nationaal lied van India.
Chatterjee wordt beschouwd als een sleutelfiguur in de literaire renaissance in de Bengaalse literatuur, alsook in die van India in het algemeen. Een aantal van zijn werken, waaronder boeken, essays en commentaren, waren een doorbraak vergeleken bij eerdere werken in de Indiase literatuur, die nog grotendeels gebaseerd was op verzen.

## Levensloop
Chattopadhyay werd geboren in het dorp Kanthalpara in Naihati als jongste van drie broers in een orthodoxe familie. Zijn vader was een overheidsfunctionaris, en een van zijn broers, Sanjeeb Chandra Chatterjee, was ook een schrijver, en werd bekend door zijn boek Palamau.
Chatterjee trouwde al zeer jong op elfjarige leeftijd. Deze eerste vrouw overleed echter al in 1859. Bij zijn tweede vrouw kreeg hij drie dochters.
Bankim volgde onderwijs aan het Mohsin College in Hooghly, en later studeerde hij aan Presidency College, waar hij in 1857 zijn graad haalde in de kunsten. Hij was een van de eerste twee studenten die afstudeerden aan de Universiteit van Calcutta, de eerste moderne universiteit in India. In 1869 studeerde hij ook nog af in de rechten.
Net als zijn vader werd Bankim aangesteld als overheidsfunctionaris (deputy collector) in Jessore. Later werd hij gepromoveerd tot vice-magistraat, en in 1891 ging hij met pensioen. Zijn werkzame jaren werden gekenmerkt door conflicten met de Britse overheersers. In 1894 werd hij desondanks benoemd tot lid in de Orde van het Indische Keizerrijk.

## Literair
Chatterjee begon zijn carrière als schrijver van verzen, maar realiseerde zich al snel dat zijn talenten elders lagen. Hij richtte zich op fictie, en zijn eerste poging was een verhaal in het Bengaals dat hij inzond voor een prijs. Hij won de prijs nooit, en de novelle werd nooit gepubliceerd. Zijn eerste fictiewerk dat gepubliceerd werd was Rajmohan's Wife. Het was in het Engels geschreven, en waarschijnlijk een vertaling van de eerdergenoemde novelle. In 1865 publiceerde hij zijn derde boek in het Bengaals, Durgeshnondini.
Kapalkundala (1866) was zijn eerste grote publicatie, met een heldin en hoofdpersoon die, volgens critici, deels was gemodelleerd naar Shakuntala van Kālidāsa en deels op Miranda van Shakespeare.
Zijn volgende romance, Mrinalini (1869) is zijn eerste poging om een verhaal af te zetten tegen een grotere historische context. Zijn boek geeft een verschuiving aan van Chatterjees carrière; van een schrijver die zich alleen bezighoudt met romances naar een die probeert om de Bengaalssprekenden te stimuleren, en een culturele renaissance in de Bengaalse literatuur op gang probeert te brengen. In deze tijd begon hij ook met het publiceren in een maandelijks literair tijdschrift, Bangodarshan (vanaf april 1872), waarvan de eerste editie bijna exclusief met zijn werk is gevuld. In het tijdschrift werden serieverhalen, sketches, essays, religieuze verhandelingen, informatieve artikelen, kritieken en reviews gepubliceerd. Zo verscheen Vishabriksha  in 1873 in serie in het tijdschrift. Na vier jaar werd het gediscontinueerd. Later werd het opnieuw leven ingeblazen door zijn broer Sanjeeb.
Het volgende boek van Chatterjee was Chandrasekhar (1877), een verhaal met daarin twee grotendeels onafhankelijke parallelle plots. Hetzelfde jaar nog volgde Rajani, met een autobiografisch plot en een blind meisje in de titelrol.
Het enige boek van Chatterjee dat daadwerkelijk als historische fictie kan worden gezien is Rajsimha (1881, herschreven en uitgebreid in 1893). Anandamath (1882) is een politiek boek dat een Sannyasi (vrome Brahmanen) leger laat zien dat vecht tegen de East India Company. Het boek roept op tot Brahmaans/Hindu nationalisme, maar stelt geen alternatief voor het Britse rijk voor. Het boek was ook de grondslag voor het lied Vande Mataram (ik aanbid de moeder) dat, op muziek van Rabindranath Tagore, gebruikt werd door vrijheidsstrijders, en nu het nationale lied van India is. Het boek is enigszins gebaseerd op de tijd van de Sannyasi Opstand, hoewel in werkelijkheid zowel hindoes als moslims in opstand waren gekomen tegen de East India Company. Het boek verscheen in eerste instantie als serieverhaal in Bangodarshan.
Chatterjees volgende boek, Devi Chaudhurani werd in 1884 gepubliceerd. Ten slotte publiceerde hij in 1886 Sitaram, een verhaal over een lokale hindoe-heerser, die verscheurd raakte tussen zijn vrouw en de vrouw die hij begeert maar niet kan krijgen.
Naast zijn boeken, staat Chatterjee bekend om zijn humoristische sketches. Kamalakanter Daptar (1875) bevat een serie van deze half humoristische, half serieuze sketches. Kamalakanta, de hoofdpersoon, is een opiumverslaafde, analoog aan Thomas de Quinceys Confessions of an English Opium-Eater, maar Chatterjee gaat veel verder met de sarcastische, politieke boodschappen die hij Kamalakanta laat afleveren.
Sommige critici, zoals Pramathnath Bishi, beschouwen Chatterjee als de beste schrijver in de Bengaalse literatuur.
- Bibsys: 90900259
- Biblioteca Nacional de España: XX5439839
- Bibliothèque nationale de France: cb11995720g (data)
- Catàleg d'autoritats de noms i títols de Catalunya: 981058528061206706
- CiNii: DA05237029
- Gemeinsame Normdatei: 118675680
- International Standard Name Identifier: 0000 0001 2130 9718
- Library of Congress Control Number: n50083202
- MusicBrainz: 17ad70ae-f227-43a8-96fb-ba85af45dea2
- Bibliotheek van het Japanse parlement: 00661888
- Nationale Bibliotheek van Tsjechië: jo2012688765
- Nationale bibliotheek van Australië: 35027567
- Nationale Bibliotheek van Israël: 987007279735005171
- Nederlandse Thesaurus van Auteursnamen: 08041818X
- Istituto Centrale per il Catalogo Unico: CUBV012020
- LIBRIS: 262582
- Système universitaire de documentation: 028042174
- Trove: 801038
- Virtual International Authority File: 46770296
- WorldCat: E39PBJgxqMmGgHffR3DbddbmVC